# Erigeron klamathensis
Erigeron klamathensis là một loài thực vật có hoa trong họ Cúc. Loài này được (G.L.Nesom) G.L.Nesom mô tả khoa học đầu tiên năm 2004.